# 16973 Gaspari
16973 Gaspari è un asteroide della fascia principale. Scoperto nel 1998, presenta un'orbita caratterizzata da un semiasse maggiore pari a 2,2320109 UA e da un'eccentricità di 0,0991999, inclinata di 4,36638° rispetto all'eclittica.